# 1998 VU6
1998 VU6 är en trojansk asteroid i Jupiters lagrangepunkt L4. Den upptäcktes 12 november 1998 av den japanska astronomen Takao Kobayashi vid Ōizumi-observatoriet.
Asteroiden har en diameter på ungefär 25 kilometer.